# قلعة

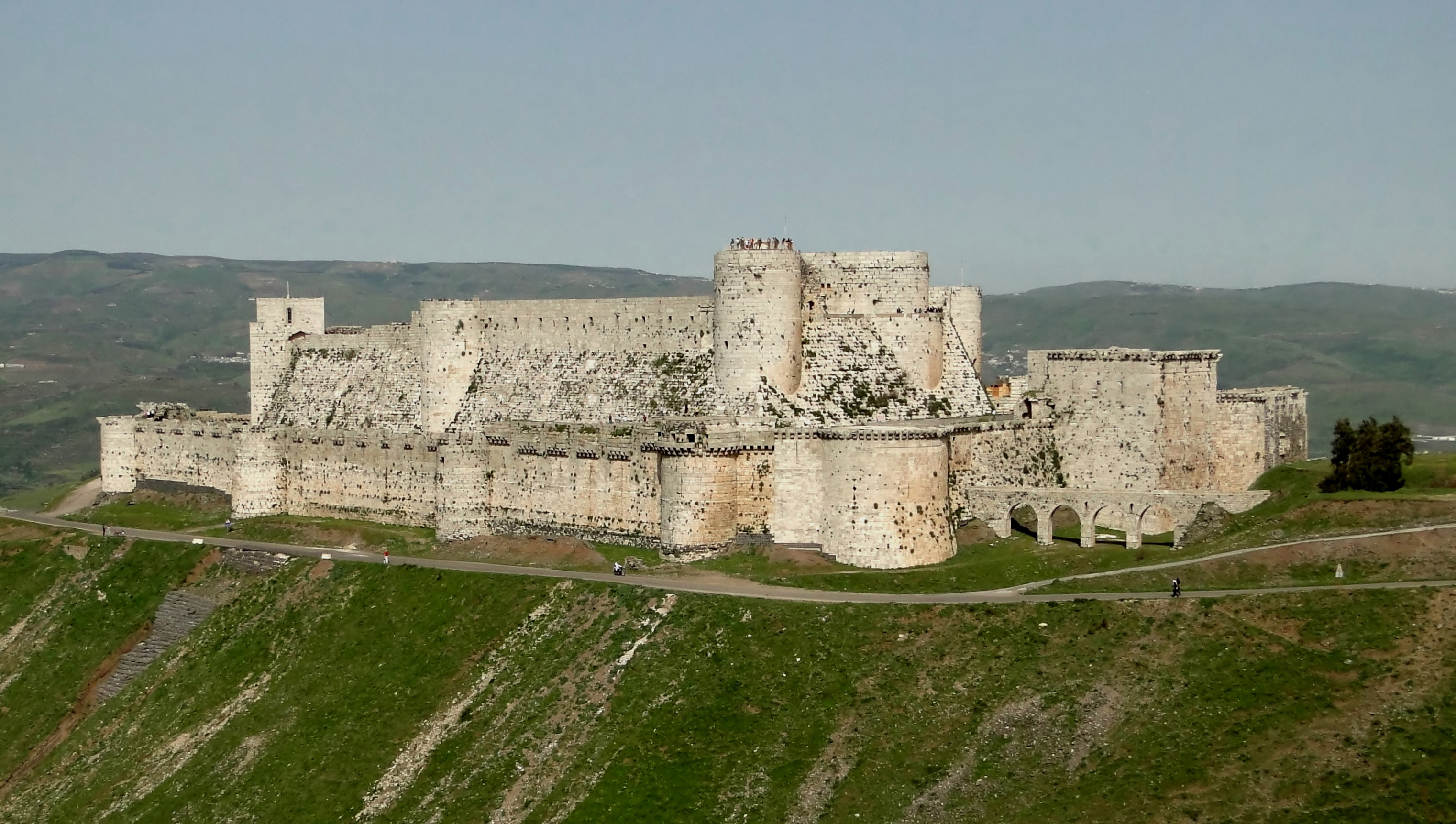
قلعة الحصن في سوريا

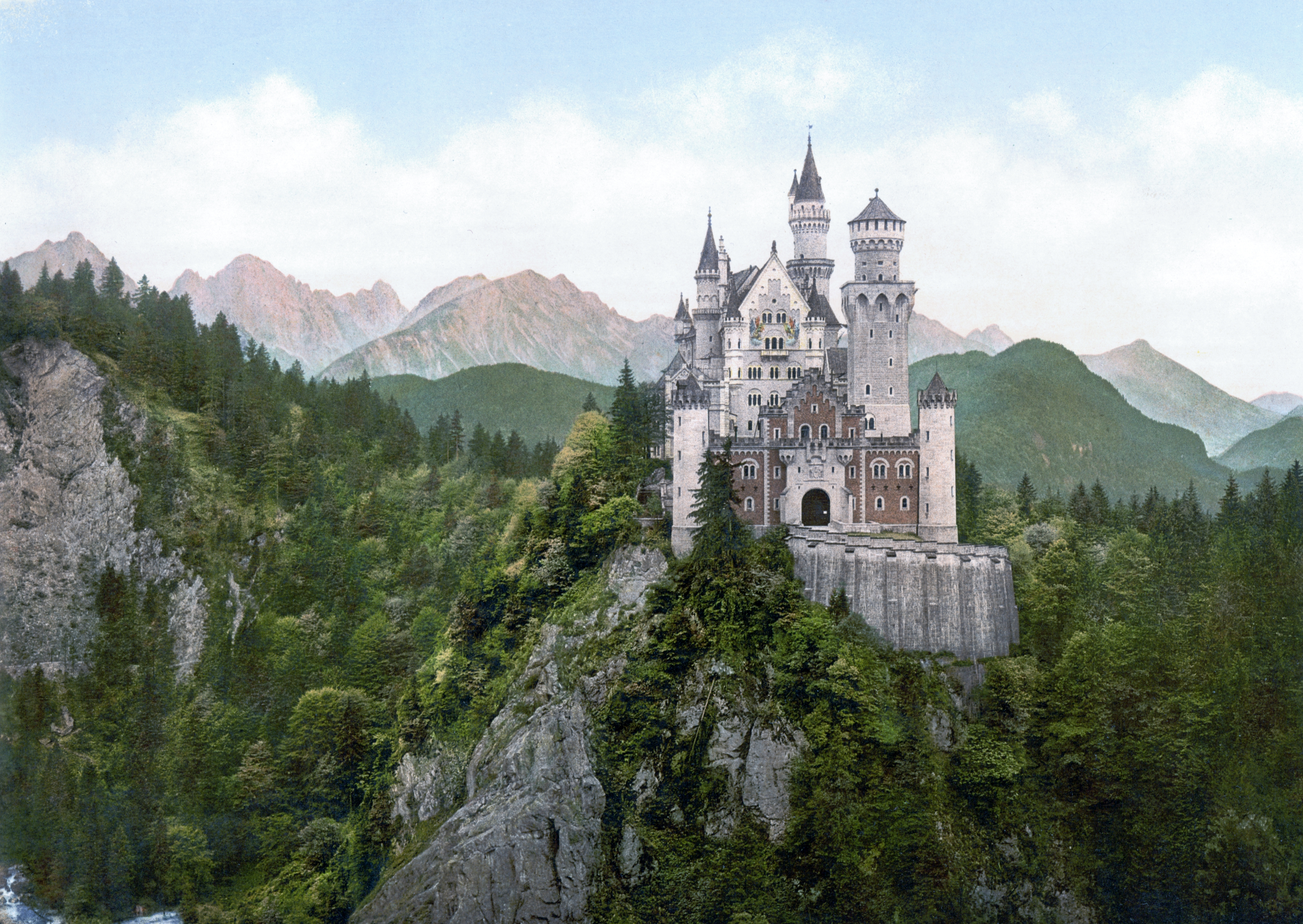
قلعة في بافاريا بألمانيا.

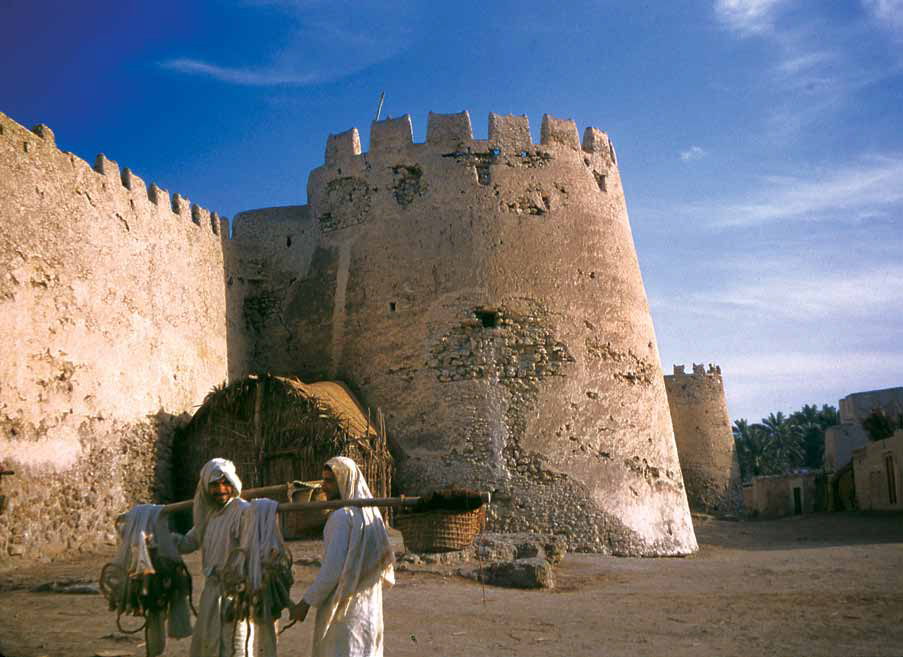
قلعة القطيف، شرق السعودية.

القَلْعَة هو حصن منيع يشيَّد في موقع يصعب الوصول إليه، وغالبًا ما يكون على قمة جبل أو مشرفًا على بحر، وقد وجد بعضها مشيداً على أرض منبسطة. وكانت القلاع عند العرب وغيرهم من الأمم الأخرى تؤدي دور البيت والحصن والسجن ومستودع الأسلحة وبيت المال ومركز الحكومة المحلية. وكثيرًا ما كانت تنشأ القرى حول القلاع. وعندما غدت المدن، في وقت لاحق، ذات أهمية، أصبحت القلاع تشكل جزءًا من شبكة دفاعاتها، وتبنى القلاع عادة بغرض الحماية من الأعداء، ولتتحصن حامية المدينة في حال تعرضها لهجوم ما. وكانت القلاع إحدى أهم وسائل الدفاع في العصور القديمة.

## موقع القلعة
يبحث البناؤون، عند محاولتهم اختيار موقع لبناء قلعة من القلاع، عن مكان يمكن الدفاع عنه بسهولة. وأن يكون مشرفًا إشرافًا جيدًا على الريف المحيط به. وقد شيدت بعض القلاع فوق منحدر طبيعي من الأرض، بحيث يوفر موقعًا دفاعياً حسنًا. من الأمثلة على ذلك، تلك القلاع التي شيدت على نتوءات صخرية طبيعية مثل قلعة قايتباي في الإسكندرية بمصر، ومثل قلعة السلطان محمد الفاتح التي تطل على مضيق البوسفور في تركيا. كما أن بامبورج، الواقعة في إقليم نورثمبرلاند بإنجلترا قد شيدت فوق قمة جُرُف صخري شاهق.
إن اختيار موقع القلعة كان يتأثر أيضًا بمسألة الحاجة إلى الدفاع والتحكم بأماكن محددة بعينها. ففي إنجلترا شيّد برج لندن للتحكم بنقطة عبور على نهر التايمز. كما أن القلعة التي شيدت في دوفر تشرف على المرفأ نفسه. وهناك الكثير من القلاع التي تمَّ بناؤها على امتداد الحدود الواقعة بين دولتين متعاديتين، مثل القلاع التي شيدت على الحدود بين البرتغال وإسبانيا والقلاع التي شيدت على الحدود في إيطاليا. وكذلك القلاع التي بنيت في إنجلترا على امتداد الحدود بين الأسكتلنديين والويلزيين. كما شيدت قلاع للتحكم بالطرق. فالقلاع الإنجليزية في كل من روشيستر وتونبردج، بإقليم كنت، وقلعة وندسور بإقليم بركشاير، كانت تتحكم جميعها بالطريق التي تؤدّي إلى لندن. كما أن قلاعًا أخرى شيدت خصيصًا للسيطرة على المجموعات المحلية المتمردة، كالقلاع الإنجليزية في إكستر، بمنطقة ديفون، وقلعة يورك في شمال يوركشاير.

## دفاعات القلعة
الحصن يُبْنَى، عادة، فوق بئر توفر المياه العذبة لسكانه. وشيد الحصن بحيث يكون منيعًا والدفاع عنه يغدو سهلا، واقتحامه أمرًا عسيرًا. والحصن يحتوي على مخزن للطعام ومستودع للمعدات العسكرية، وذلك بغية الصمود أمام الهجمات التي قد يتعرض لها. المداخل الخارجية مزودة بجسور متحركة، لها بوابات مصنوعة من الحديد أو الخشب، يتم إنزالها لتغلق المدخل الذي كان في معظم الأحيان، في الدور الأول أو الثاني. وكان الوصول إليه يتم بعبور مسافة ضيقة من سلم مسقوف. وكان بإمكان قلة من الجنود، المرابطين عند هذا السلم، الدفاع عنه بسهولة ضد أي هجوم. ويمكن مشاهدة مثل هذه السلالم الخارجية، في القلاع الإنجليزية، كقلعة دوفر، بإقليم كنت، وقلعة ريزنك، بإقليم نورفوك.

## الفرق بين الحصن والقلعة

### الحصن
هو مبنى عسكري مصمّم لمقاومة أيّ هجوم، يتكون من منطقةٍ محاطةٍ بجدارٍ منيع، ويتواجد فيه الجنود. هو مبنى مُحصّن، أو موقع استراتيجي.
القلاع تختلف عن الحصون حيث أن الحصون مبانٍ محصنة، عسكرية وليست مساكن، وقد بنيت هذه المباني تحديداً في الحروب بهدف الدفاع عن أقاليم مُحددة، وتعود الحصون إلى آلاف السنين، كما يُعتقد أنّ بناءها قد سبق بناء القلاع، وقد أُقيمت الحصون بشكلٍ دائم، أو بشكلٍ مؤقت في أوقات المعارك فقط، ويضاف إلى ذلك أنّ طرازها المعماري قد تطور مع مجيء المدافع والمتفجرات، و تحسنت قدراتها الدفاعية مع التقدم العسكري الذي حصل في الحرب العالمية الأولى.

### القلعة
القلاع هي مساكن ضخمة ومحصنة بجدرانٍ قوية؛ للحماية من الهجمات، شيدت لأول مرة من قبل الملوك الأوروبيين في العصور الوسطى، وغالباً ما كانت تحاط بخنادق بهدف إعاقة الهجمات، كما أنّها تحتوي على فتحاتٍ في أعلى الجدران العالية والأبواب؛ بهدف إطلاق السِهام من خلالها، وغالباً ما كان اللورد وطبقة النبلاء يعيشون فيها، أي أنّ القلاع كانت بمثابة مركزٍ للحماية، ومركز عسكري وإداري، ورمزًا للثروة والسلطة.
هي عبارة عن مبنى منيع وضخم بُني قديماً من قبل الحاكم أو شخصٍ صاحب مركزٍ مهم؛ لحماية الناس بداخله من أيّ هجوم. وهي أيضا عبارة عن مبنى ضخم مُحصّن بجدرانٍ سميكةٍ وأبراج وأحياناً خندق ضدّ أيّ هجوم.
وتعد أقدم قلعة في العالم قصر وندزور أو قلعة وندسور، وأنّها أكبر قلعة مأهولة بالعالم، حيث تمتد على مساحةٍ قدرها 0.05 كم مربع وهي مقر إقامة الملك في بريطانيا، حيث كانت مسكناً لملوك وملكات إنجلترا منذ حوالي 900 عام، ويعتقد بأنّها قد بنيت في القرن الحادي عشر، بعد فترةٍ قصيرةٍ من الغزو النورماندي لإنجلترا.
أكدت وكالة ناسا الأميركية أن قلعة أربيل هي أقدم بقعة سكن فيها البشر على الأرض ،وأن تاريخ القلعة يعود إلى 6 آلاف عام من اليوم.

## القلاع عند العرب
عرف العرب القلاع والحصون وتفننوا في هندستها، ونالت شهرة تاريخية واسعة فبعضها ارتبط بمعارك شهيرة. وقد امتدت هذه القلاع من أقصى الركن الشرقي لشبه جزيرة العرب جنوبًا إلى بلاد الشام شمالاً ومن العراق شرقًا حتى بلاد المغرب في الغرب.
ومن أشهر القلاع في الجزيرة العربية قلعة زمرد في طريق خيبر العلا بالسعودية، وكانت تتكون من طابقين على طريق الحج الشامي المصري، ويعود تاريخها إلى العهد العثماني، وكذلك قلعة المعظم في السعودية أيضًا وهي قلعة مربعة أصغر حجمًا من قلعة زمرد لكنها كانت أكثر تحصنًا منها.
وفي سلطنة عمان هناك ما يربو على الألف من القلاع والحصون وأبراج المراقبة تظل شامخة تحرس سهول ووديان وجبال عمان، وكل منها يشهد ماض يدعو للفخر ولكل منها قصته الخاصة التي يرويها. إن هذه المباني التاريخية الضخمة بجانب توفيرها للحماية لعبت دورا حيويا في التعريف بتاريخ عمان منها: قلعتا الجلالي والميراني اللتان تقعان على مدخل بحر عمان بولاية مسقط في محافظة مسقط وهي أشهر القلاع العمانية، وقد بنيت قلعة الميراني قبل قدوم البرتغاليين إلى عمان وكانت على شكل برج كبير، وفي عام 1587م أعاد البرتغاليون بناء القلعة وذلك على أنقاض المبنى القديم وأضافوا لها منصات للمدافع مخازن وسكن للقائد ومحل للعبادة، وقد تم توسيع القلعة وإيصالها إلى حجمها الحالي في عهد كل من الإمام أحمد بن سعيد مؤسس الدولة البوسعيدية في القرن الثامن عشر وحفيده السيد سعيد بن سلطان في بداية القرن التاسع عشر.
أما قلعة نزوى التي تسمى بالشهباء فهي تقع في ولاية نزوى في محافظة الداخلية حيث تنفرد بشكلها الدائري الضخم المطمور بالتراب، بيضوي ومبني بالحجارة والصاروج العماني، ويبلغ ارتفاعها 24 مترا وطول قطرها الخارجي 43 مترا والداخلي 36 مترا، وهي بمثابة منصة منبسطة السطح أقيمت على قاعدة مردومة بالحجارة علوها 15م، ويتم الصعود إلى أعلى القلعة عن طريق سلم ضيق على شكل حرف (ح)، ومنصة القلعة الدائرية مزودة بفتحات للمدافع تضمن إطلاق النار وانتشارها 360 درجة كاملة، بها سبعة آبار وفتحات متعددة لمرابطة المقاتلين المدافعين عن القلعة والمدينة خلال العصور القديمة، ويوجد بالقرب من مبنى القلعة والحصن سوق نزوى التقليدي الذي اشتهر بصناعاته الحرفية المزدهرة. وتضم القلعة 480 كوة (مرمى) لرمي الأعداء في حالة أي هجوم عليها، وتضم 240 سرجا للزينة، و120 عقدا لوقوف الحراس و24 فتحة للمدافع الكبيرة.
في عهد الدولة الأيوبية في كل من مصر وبلاد الشام عرف نوع من القلاع العربية منها قلعة حلب التي شيدت عام 606هـ، وقلعة الجيل وشيدت عام 1176م. كما شيد الصليبيون في الشام عدة قلاع بالقرب من الساحل خلال القرن الثاني عشر الميلادي، ومنها قلاع: صيدا، وصغيتة، ووقب. ومن أشهر القلاع في الشرق العربي القلاع التي شيدها المماليك على سواحل البحر الأبيض المتوسط، مثل قلعة قايتباي في الإسكندرية. ولعل أشهر قلعة في مصر هي القلعة التي بناها المماليك وحدثت بها ما سمي في التاريخ مذبحة القلعة، التي قضى فيها محمد علي باشا على جميع رؤساء المماليك.

## أمثلة

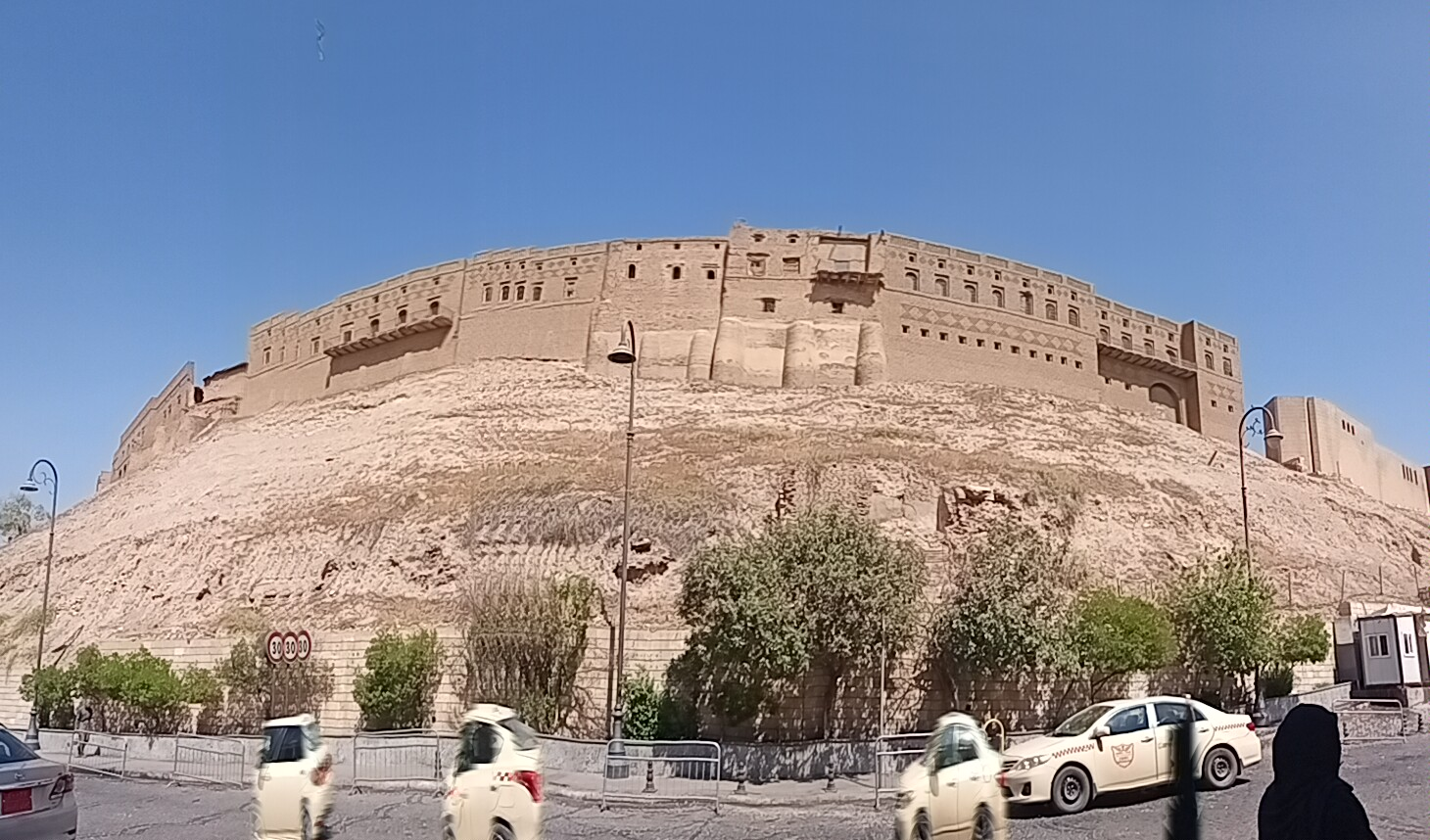
قلعة أربيل

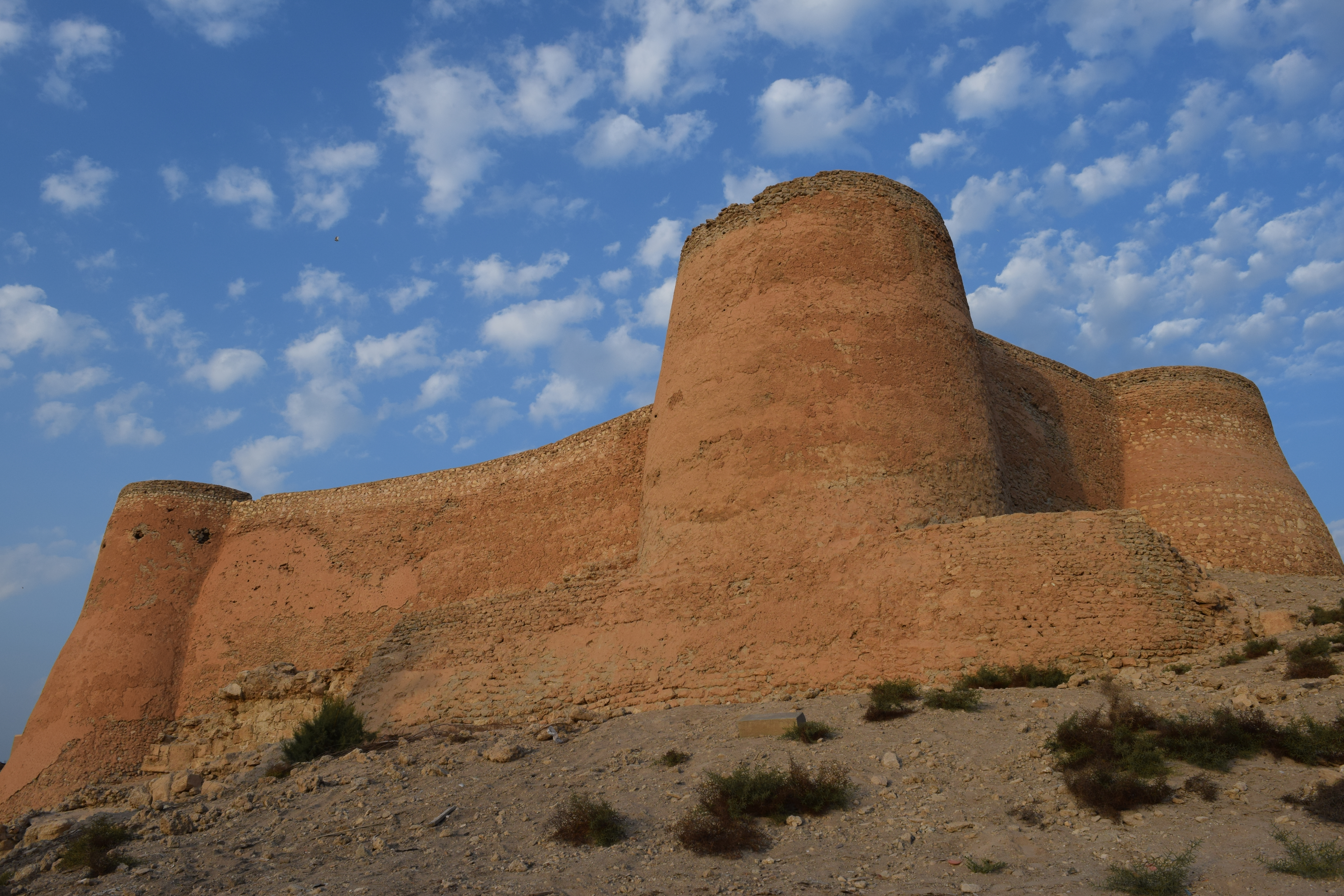
قلعة تاروت، بجزيرة تاروت، في السعودية.

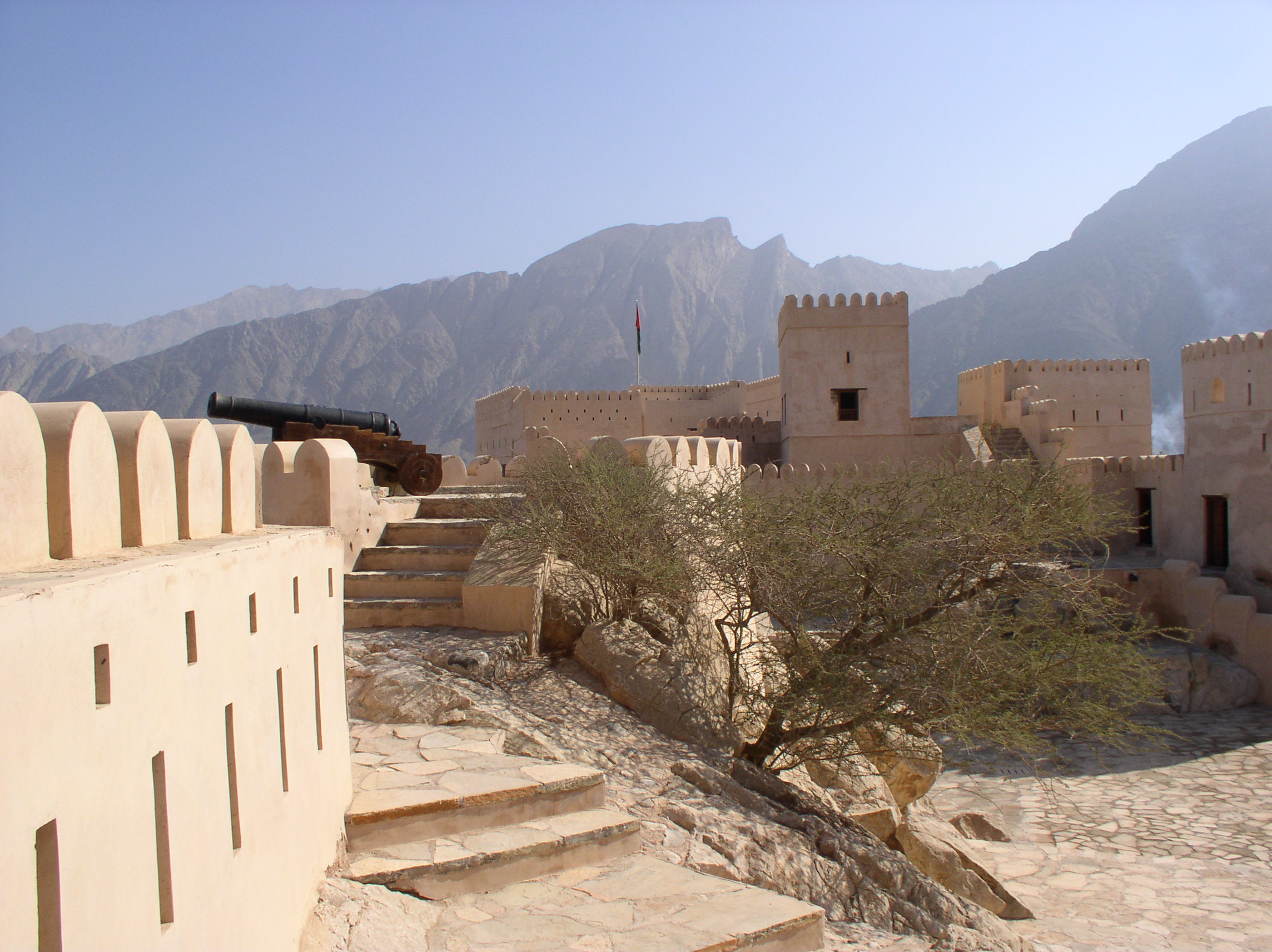
قلعة نخل في سلطنة عمان

- قلعة أربيل.
- قلعة يابانية.
- غوسوكو (قلاع أوكيناوا).
- قلعة بران في رومانيا.

### أشهر القلاع العربية
- قلعة صلاح الدين الأيوبي.
- قلعة صلاح الدين في اللاذقية.
- قلعة صلاح الدين في بصرى الشام.
- قلعة دمشق.
- قلعة الحصن (كراك دي شوفلية) في سوريا.
- قلعة المضيق في حماة.
- قلعة حلب.
- قلعة صلخد (سوريا).
- قلعة القطيف (الشرقية - القطيف).
- قلعة تاروت (الشرقية - القطيف).
- قلعة شنقل (تربة البقوم).
- قلعة بهلا في سلطنة عمان
- قلعة مطرح في سلطنة عمان
- قلعة صحار في سلطنة عمان
- قلعة الكرك في الأردن
- قلعة الشوبك(مونتريال) في الشوبك جنوب الأردن
- قلعة عجلون في الاردن

## معرض صور

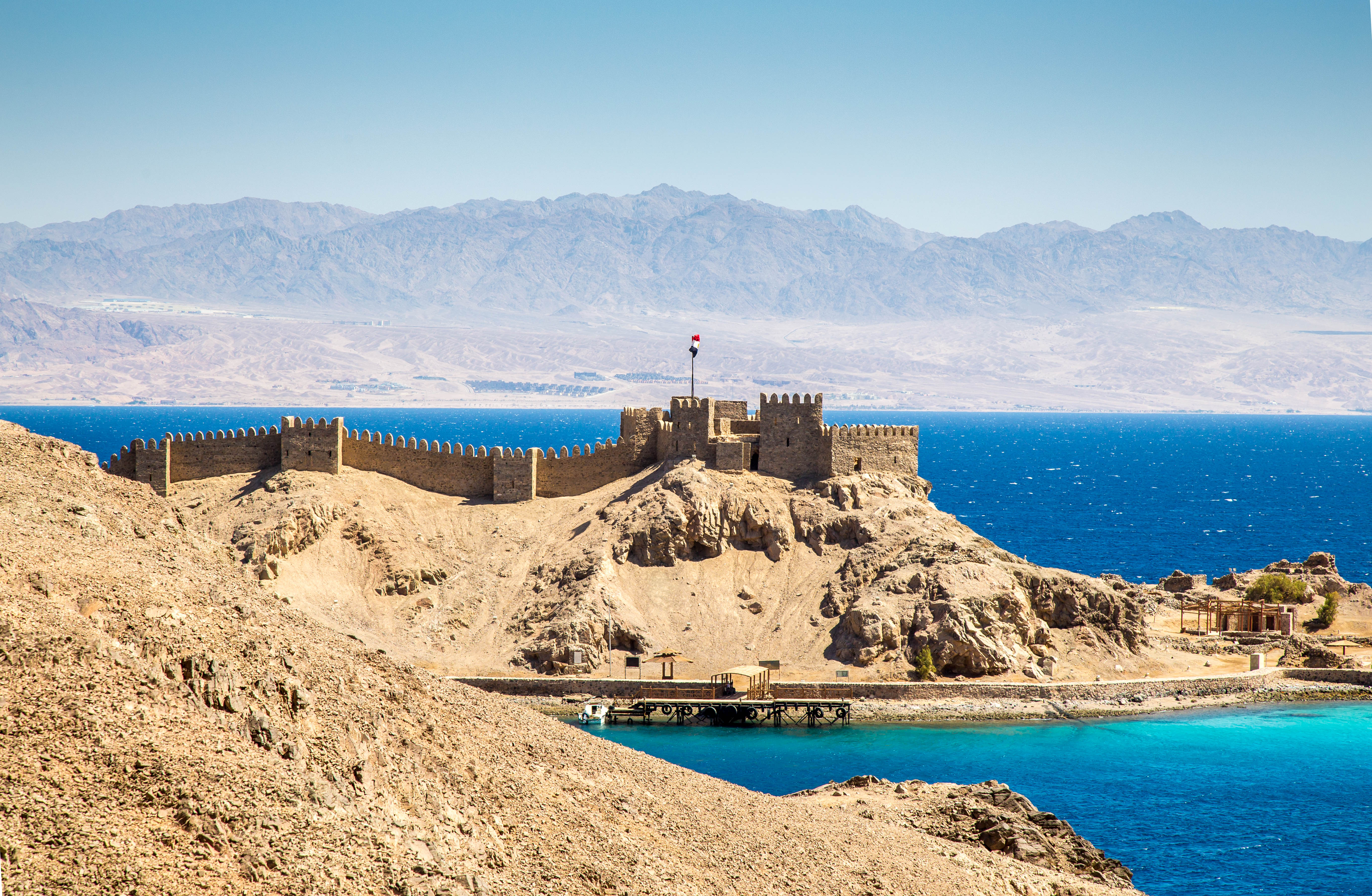
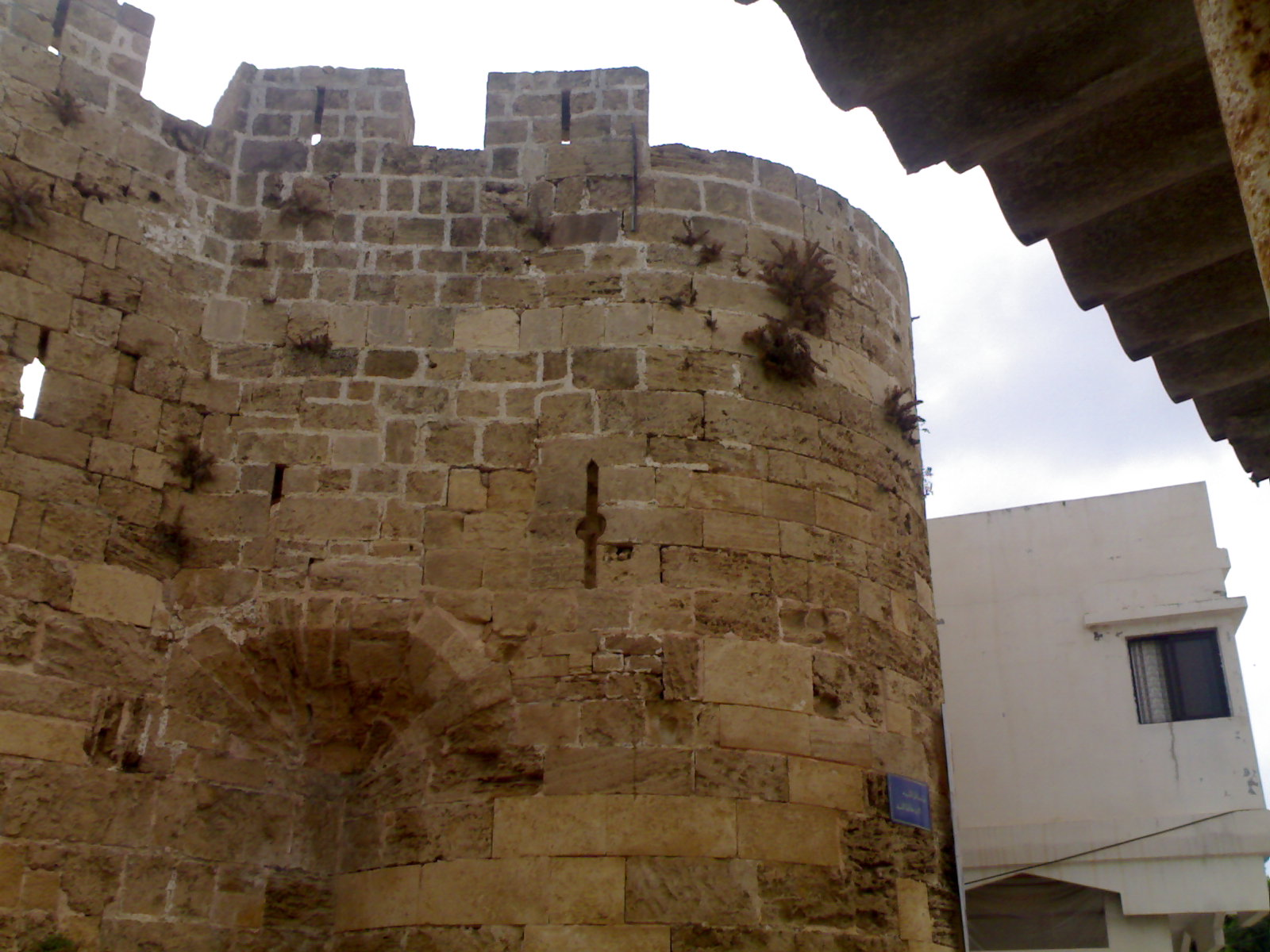
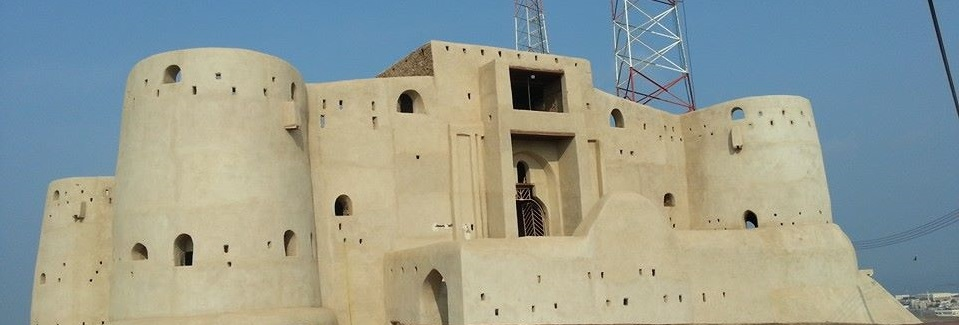
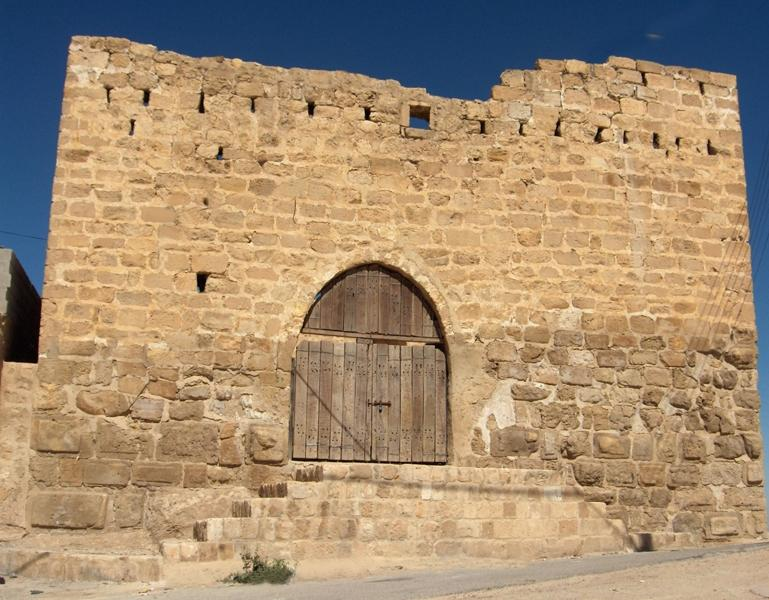
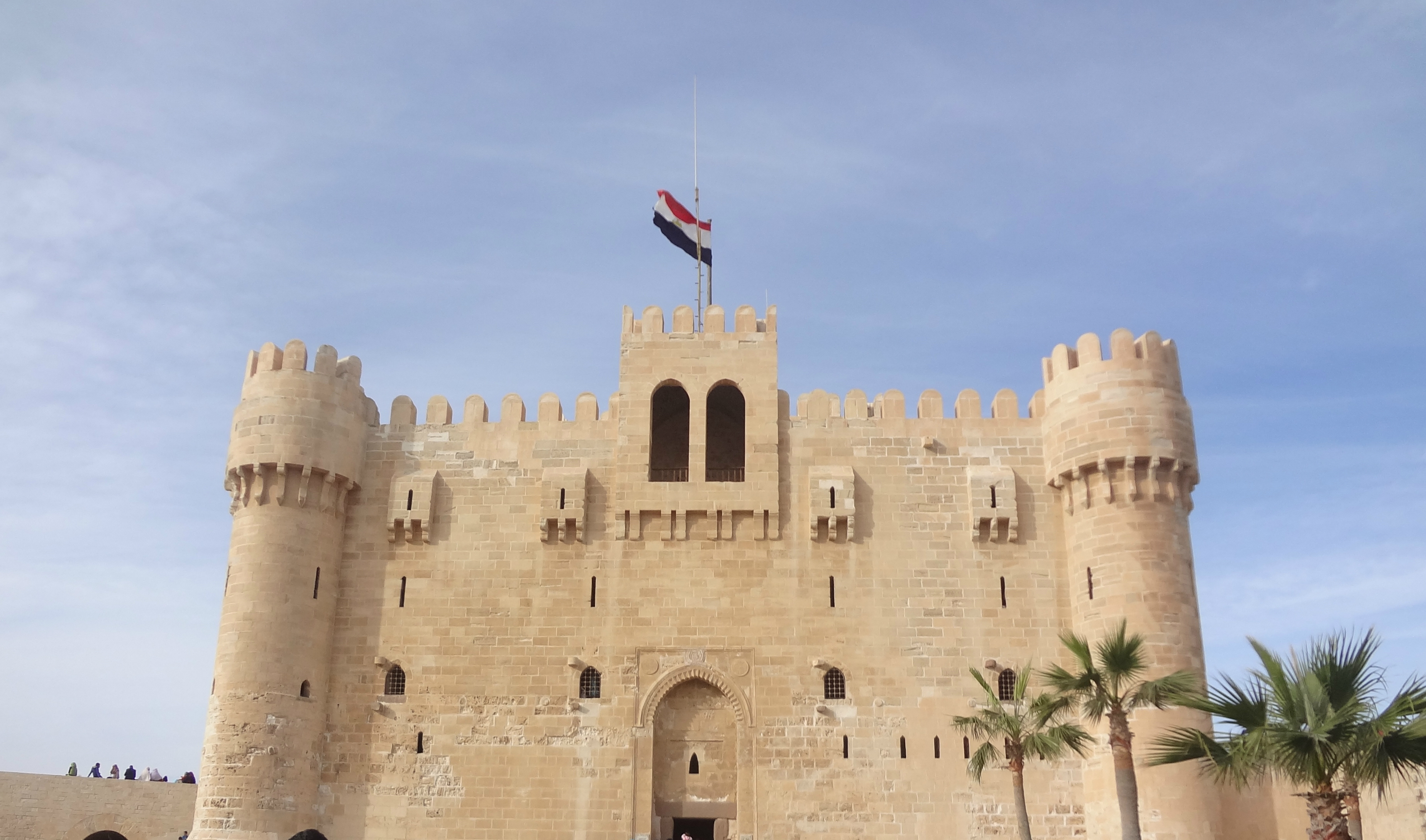
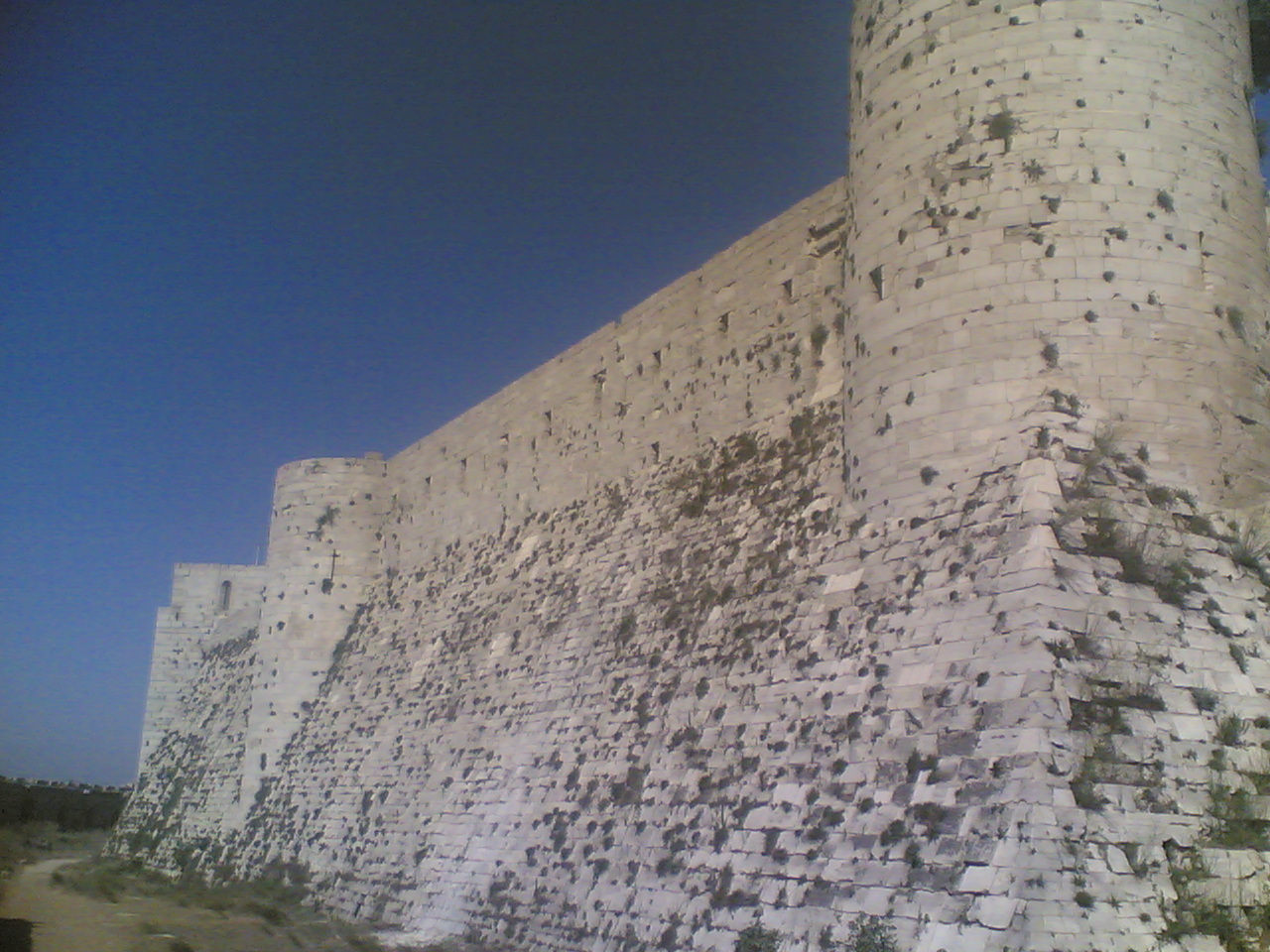